# Fonetisk transkription
Fonetisk transkription är en skriftlig representation av hur talat språk låter. Det vanligaste fonetiska alfabetet är det internationella fonetiska alfabetet, IPA.
Hur stor skillnaden är mellan fonetisk transkription och ortografisk transkription varierar mellan olika språk och dialekter. Skillnaden är större i konservativa skriftspråk, som inte ändrats i samma takt som talspråket, eller som bevarar stavningen på inlånade ord. Ett exempel på detta är engelska, medan skillnaden är mindre i exempelvis finska.

Fonetisk transkription av "Vänern" med Landsmålsalfabetet.

I transkriptionen representeras språkljud, eller mer specifikt foner, med olika symboler, vilket synliggör allofoner som de olika ö-ljuden [œ] och [ø] i ⟨för⟩ respektive ⟨föl⟩ (i standardsvenska). En transkription baserad på fonem gör istället bara skillnad på ljud som innebär en betydelseskillnad och kallas en fonematisk transkription. 
Utöver ljudkvalitet kan längd markeras i transkriptionen, och ibland även betoning och ordaccent. Transkriptioner med syftet att studera dialekter kan växla mellan så kallad grov beteckning och landsmålsalfabetet för att snabbare kunna transkribera en hel intervju men mer detaljerat återge särskilt intressanta uttal eller markera att talaren avviker tydligt från standardspråket.